# Chicago-Marathon 2002
| 25. Chicago-Marathon    | 25. Chicago-Marathon          |
| ----------------------- | ----------------------------- |
| Stadt                   | Chicago, Vereinigte Staaten   |
| Datum                   | 13. Oktober 2002              |
| Distanz                 | 42,195 Kilometer              |
| Sieger                  |                               |
| Männer                  | Khalid Khannouchi (2:05:56 h) |
| Frauen                  | Paula Radcliffe (2:17:18 h)   |
| ← Chicago-Marathon 2001 | Chicago-Marathon 2003 →       |
| Website                 | Offizielle Website            |

Der Chicago-Marathon 2002 (offiziell: LaSalle Bank Chicago-Marathon 2002) war die 25. Ausgabe der jährlich stattfindenden Laufveranstaltung in Chicago, Vereinigte Staaten. Der Marathon fand am 13. Oktober 2002 statt.
Bei den Männern gewann Khalid Khannouchi in 2:05:56 h, bei den Frauen Paula Radcliffe mit einem neuen Weltrekord in 2:17:18 h.

## Ergebnisse

### Männer
| Platz | Athlet                | Land               | Zeit (h) |
| ----- | --------------------- | ------------------ | -------- |
| 01    | Khalid Khannouchi     | Marokko            | 2:05:56  |
| 02    | Daniel Njenga         | Kenia              | 2:06:16  |
| 03    | Toshinari Takaoka     | Japan              | 2:06:16  |
| 04    | Paul Tergat           | Kenia              | 2:06:18  |
| 05    | Abdelkader El Mouaziz | Marokko            | 2:06:46  |
| 06    | Alan Culpepper        | Vereinigte Staaten | 2:09:41  |
| 07    | John Kagwe            | Kenia              | 2:10:02  |
| 08    | Driss El Himer        | Frankreich         | 2:11:51  |
| 09    | Peter Githuka         | Kenia              | 2:12:43  |
| 10    | Tobias Hiskia         | Südafrika          | 2:13:16  |

### Frauen
| Platz | Athletin           | Land                   | Zeit (h)   |
| ----- | ------------------ | ---------------------- | ---------- |
| 01    | Paula Radcliffe    | Vereinigtes Königreich | 2:17:18 WR |
| 02    | Catherine Ndereba  | Kenia                  | 2:19:26    |
| 03    | Yōko Shibui        | Japan                  | 2:21:22    |
| 04    | Swetlana Sacharowa | Russland               | 2:21:31    |
| 05    | Madina Biktagirowa | Russland               | 2:25:20    |
| 06    | Deena Drossin      | Vereinigte Staaten     | 2:26:53    |
| 07    | Kayoko Obata       | Japan                  | 2:28:15    |
| 08    | Nuța Olaru         | Rumänien               | 2:31:37    |
| 09    | Masako Chiba       | Japan                  | 2:34:36    |
| 10    | Jeanne Hennessy    | Vereinigte Staaten     | 2:35:53    |